# Glaucophan
Glaucophan là tên của một khoáng vật và nhóm khóng vật thuộc liên nhóm amphibol natri thuộc silicat mạch đôi, với công thức hóa học Na2Mg3Al2Si8O22(OH)2 Glaucophan kết tinh theo một nghiêng.